# 吉川隆広
吉川 隆広（よしかわ たかひろ）は、寒河江氏18代当主・寒河江高基の弟で、出羽吉川氏の戦国武将。現在の山形県西村山郡大江町月布の大城に居城の徳蔵院を構えた。大江町貫見で自害（寒河江高基が最上義光に攻められ自害した際に隆広も大城で自害したという説もあり）

## その他
- 大城を築城した。城址のある高台は往時、蛾端（がば）と呼ばれ、この地に1581年、徳蔵院が創建されていた。開基は寒河江高基の実弟 隆広と伝えられている。隆広は蛾端に居住していた。月布川の中流域、南から北方向に半島状に張り出した丘陵上に築かれた平城である。規模は東西80m、南北170mほど、丘陵続きを掘で断ち切った単郭の城館と推測される。左沢から貫見に繋がる道が、城の縁部を通るよう繋がっていて軍事的、関所的な性格があったようである[2]。
- 現在の徳蔵院と隆広の墓所は寒河江市にある。寒河江市に移ったのは正保2年（1645年）[3]。
- 尚、隆広の子 良光は寒河江家臣団の嘆願により、寒河江氏の名跡を継ぎ寒河江城主となっている。